# لیدیا اسکوبلیکووا
لیدیا اسکوبلیکووا (به روسی: Лидия Скобликова - Lidiya Skoblikova) ورزشکار زن رشتهٔ اسکیت سرعتی اهل کشور اتحاد جماهیر شوروی است. وی در بین سال‌های ‎۱۹۶۰ تا ۱۹۶۴ میلادی در مسابقات بازی‌های المپیک زمستانی در مجموع ۶ مدال طلا را کسب کرد.